# Mesonerilla minuta
Mesonerilla minuta är en ringmaskart som beskrevs av Bertil Swedmark 1959. Mesonerilla minuta ingår i släktet Mesonerilla och familjen Nerillidae. Inga underarter finns listade i Catalogue of Life.